# Maxwell Frost

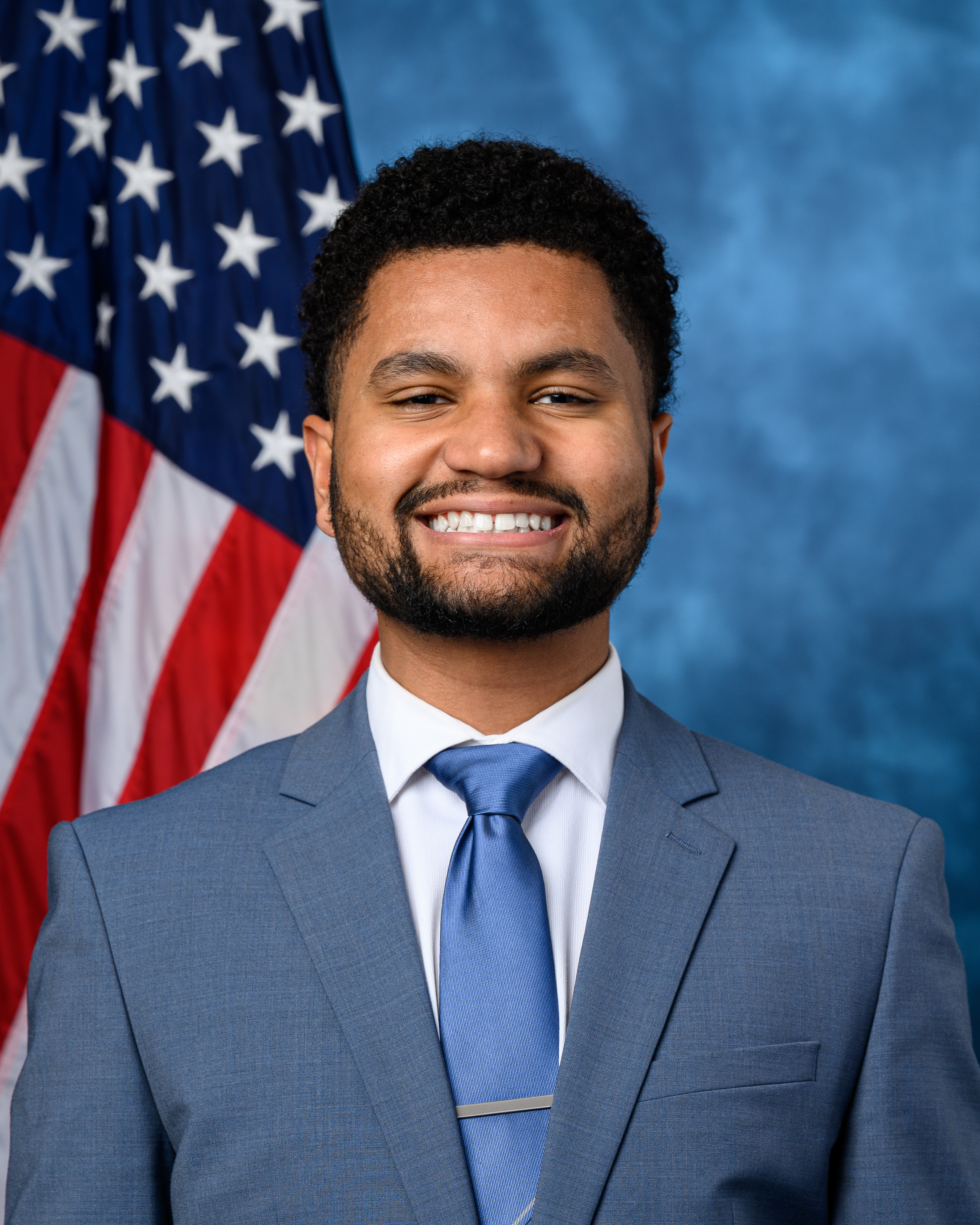
Maxwell Frost (2023)

Maxwell Alejandro Frost (* 17. Januar 1997 in Orlando, Florida) ist ein kubanisch-amerikanischer Politiker der Demokratischen Partei. Seit Januar 2023 vertritt er den zehnten Distrikt des Bundesstaats Florida im US-Repräsentantenhaus. Er war der jüngste Abgeordnete im 118. Kongress und sowohl der erste Vertreter der Gen Z als auch der erste Afrokubaner im Kongress.

## Leben
Frost wurde 1997 als Sohn eines Haitianers und einer libanesischen Puertoricanerin geboren. Seine leibliche Mutter, die insgesamt acht Kinder hatte, musste auf Grund ihrer schwierigen Lebenslage Maxwell Frost zur Adoption freigeben, worauf er von einem weißen Musiker aus Kansas und einer hispanischen Lehrerin, die in den frühen 1960ern mit den Freedom Flights nach der Kubanischen Revolution unter Fidel Castro nach Florida geflüchtet war, adoptiert wurde. In seiner Kindheit, die er in Meadow Woods, einem Vorort Orlandos, verbrachte, spielte seine Großmutter mütterlicherseits eine große Rolle. Politisch aktiv wurde er wegen einer Faszination mit dem ersten afroamerikanischen US-Präsidenten, Barack Obama, und dem Schock des Amoklaufs an der Sandy Hook Elementary School. Er studierte am Valencia College, doch brach er sein Studium ab, um sich für linke Bewegungen wie March for Our Lives, die American Civil Liberties Union sowie im Wahlkampf für Hillary Clinton und Bernie Sanders zu engagieren. Er wurde während der Proteste infolge der Tötung von George Floyd einmal inhaftiert.

## Politische Laufbahn
Frost kandidierte für den Posten des Vertreters des zehnten Distrikts von Florida im Repräsentantenhaus der Vereinigten Staaten, der bisher von seiner Parteifreundin Val Demings vertreten wurde. Diese trat jedoch für die Demokraten bei der Senatswahl 2022 in Florida an, die sie gegen den republikanischen Amtsinhaber Marco Rubio verlor. Nachdem er sich in den demokratischen Vorwahlen mit 34 % der Stimme und der Unterstützung Bernie Sanders’ und Elizabeth Warrens durchgesetzt hatte, gewann er mit 59 % der Stimme gegen den republikanischen Gegenkandidaten Calvin Wimbish. Am 7. Januar 2023 wurde er als Mitglied des Repräsentantenhauses des 118. Kongresses vereidigt. Der jüngste Abgeordnete, einzige Vertreter der Gen Z und erste Afrokubaner im Kongress hat mehreren Kommentatoren zufolge eine vielversprechende Karriere als Politiker und Hoffnungsträger der Demokraten.
Bei seiner Wiederwahlkampagne 2024 gewann er die Vorwahl gegen zwei Herausforderer mit 81,8 %. Bei der Hauptwahl im November trat Frost gegen den Republikaner Willie Montague an. Maxwell Frost setzte sich mit 62,4 % durch.

## Politische Positionen
Frost profiliert sich der Süddeutschen Zeitung zufolge als typischer linker Politiker, der sich hinter progressive Vorschläge wie der Einführung einer allgemeinen Krankenversicherung, dem Recht auf Abtreibung (vgl. Roe v. Wade), dem Green New Deal und insbesondere der Verschärfung des Waffenrechts stelle, sich jedoch auch gegen links abgrenze. Z. B. nutzt er nicht den umstrittenen Wahlkampfslogan „Defund the Police“ (zu Deutsch etwa: „Entzieht der Polizei ihre Finanzierung“), sondern spricht von einer „Entmilitarisierung der Polizei“. Auch in den Konflikten um Israel und Palästina positioniert er sich neutral als Freund der Israelis und Palästinenser.